# كريستيان هاوس
كريستيان هاوس (بالإنجليزية: Kristian House)‏ (و. 6 أكتوبر 1979) هو دراج من المملكة المتحدة، ولد في مدينة كانتربيري الإنجليزية وحاصل على الجنسية الأمريكية فاز ببطولة بريطانيا لسباق الدراجات سنة 2009.

## سباقات أو مراحل فاز بها
| التاريخ        | السباق                 | المركز                  |
| -------------- | ---------------------- | ----------------------- |
| 01 يناير 2006  | FBD Insurance 2006     | الفائز في التصنيف العام |
| 26 فبراير 2011 | طواف جنوب إفريقيا 2011 | الفائز في التصنيف العام |
| 13 سبتمبر 2015 | طواف بريطانيا 2015     | السابع في تصنيف الجبال  |
| 11 سبتمبر 2016 | طواف بريطانيا 2016     | الرابع في تصنيف الجبال  |

## روابط خارجية
- كريستيان هاوس على موقع الاتحاد الدولي للدراجات (الإنجليزية)
- كريستيان هاوس على موقع أرشيف الدراجات (الإنجليزية)
- كريستيان هاوس على موقع إحصائيات الدراجات الإحترافية (الإنجليزية)
- كريستيان هاوس على موقع نسبة الدراجات (الإنجليزية)